# 정한중
정한중은 대한민국의 법률가이다. 변호사, 대학교수로 활동하였다.